# Sapa Inca

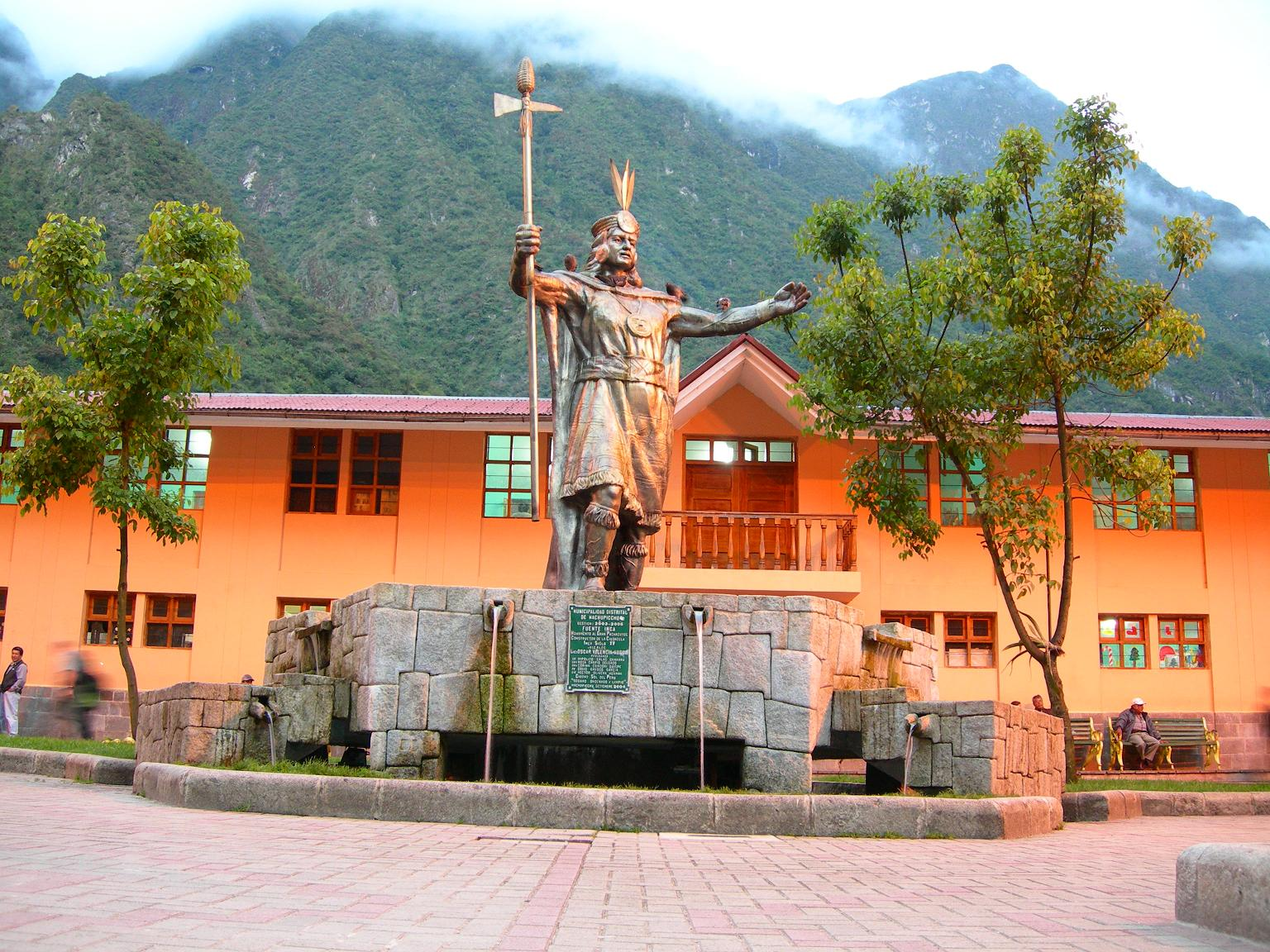
Sapa Inca Pachacuti

De goddelijke keizer van het Incarijk werd aangeduid met de titel Sapa Inca (Nederlands: De enige Inca). De Sapa Inca werd vereerd door het volk als bovennatuurlijke zoon van de zon.

## Gelijkheid
Het leiderschap bij de Inca's was onderverdeeld in twee groepen: de Hanan (hoog) en de Hurin (laag). Deze twee groepen regeerden samen en hadden dezelfde rang, hoewel de Hanan meer aanzien hadden. Tijdens de Spaanse verovering van het Inca-rijk werd de leider van de Hanan Sapa Inca genoemd. Het concept van de gelijkheid tussen de Hurin en de Hanan werd vergeten door de Spanjaarden waardoor de Spaanse kroniekschrijvers alleen de namen van de leiders van de Hanan en hun vrouwen opschreven, de hurin werden weggelaten.

## Sapa Inca's

### Hurin-dynastie
De Sapa Inca's van de eerste dynastie van het Koninkrijk Cuzco waren in volgorde Manco Cápac, Sinchi Roca, Lloque Yupanqui, Mayta Cápac en Cápac Yupanqui. Er is weinig bekend over deze eerste leiders van het Incarijk. De dynastie begon vermoedelijk rond het jaar 1200.

### Hanan-dynastie
De Sapa Inca's van de tweede dynastie van het Koninkrijk Cuzco waren in volgorde Inca Roca, Yáhuar Huácac, Viracocha Inca en Pachacuti. 
De Sapa Inca's van het Incarijk waren in volgorde Pachacuti, Túpac Inca Yupanqui, Huayna Capac, Ninan Cuyochi, Huáscar, Atahualpa en Túpac Huallpa. 
Pachacuti heeft het Incarijk opgezet door grote stukken land in Peru en Bolivia te veroveren. Hij reorganiseerde het rijk door het in vier provincies, Chinchasuyu (Noordwest), Antisuyu (Noordoost), Kuntisuyu (Zuidwest) en Collasuyu (Zuidoost), in te delen. 
Ninan Cuyochi wordt vaak van de lijst met Sapa Inca's weggelaten aangezien hij maar een paar dagen leider is geweest van het Incarijk. Hij overleed aan de pokken. De dood van Ninan leidde tot een oorlog om opvolging tussen de broers Huáscar en Atahualpa.

### Vilcabamba

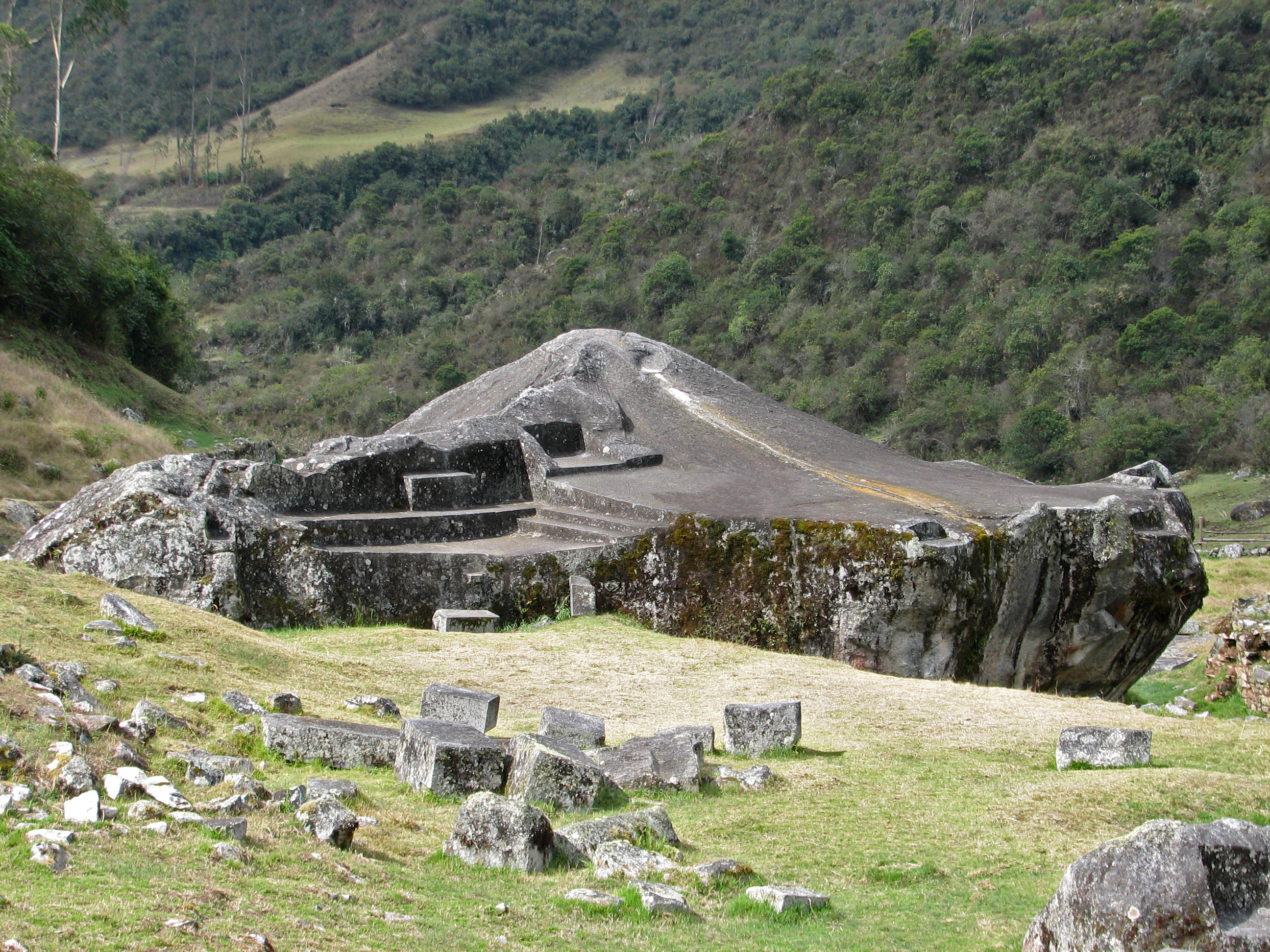
Vilcabamba

Na de veroveringen waren er nog enkele Sapa Inca's voordat het Incarijk ophield te bestaan. Dit waren in volgorde Manco Inca Yupanqui, Sayri Túpac, Titu Cusi Yupanqui en Túpac Amaru. 
Nadat Túpac Amaru werd geëxecuteerd door de Spanjaarden in 1572 verdween het Incaleiderschapsysteem.
Hurin-dynastie: Manco Cápac · Sinchi Roca · Lloque Yupanqui · Mayta Cápac · Cápac Yupanqui

Hanan-dynastie: Inca Roca · Yáhuar Huácac · Viracocha Inca · Pachacuti · Túpac Inca Yupanqui · Huayna Capac · Huáscar · Atahualpa · Túpac Huallpa

Heersers in Vilcabamba: Manco Inca Yupanqui · Sayri Túpac · Titu Cusi Yupanqui · Túpac Amaru